# هارن
هارن (امس) (بالألمانية: Haren, Germany) هي بلدة ألمانية تقع في ألمانيا في سكسونيا السفلى.

## أعلام
- ميركو بورن